# Gustaw Kamieński

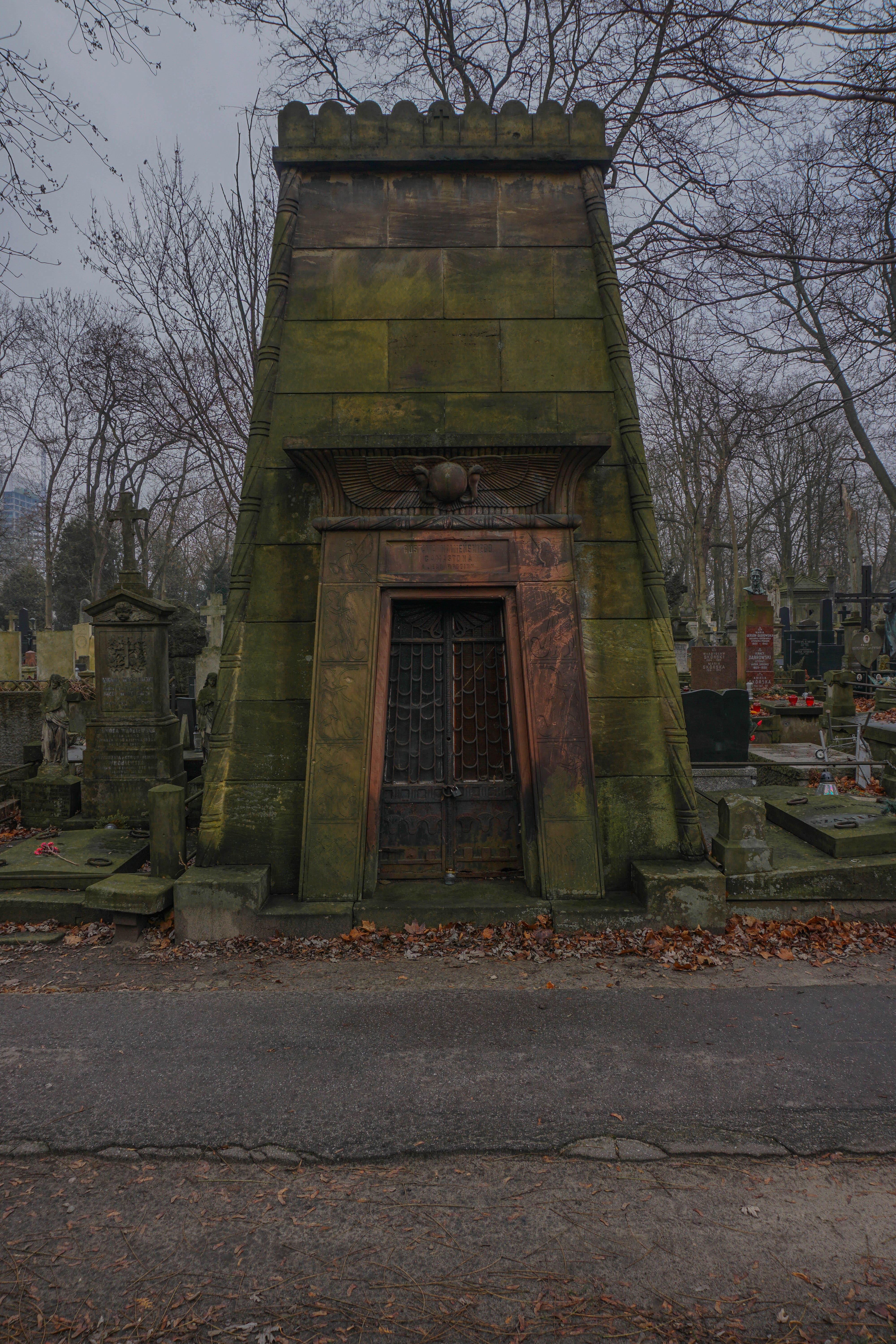
Grób Gustawa Kamieńskiego na cmentarzu Powązkowskim w Warszawie

Gustaw Kamieński ps. Gamaston (ur. 5 kwietnia 1848 w Siedlcach, zm. 31 stycznia 1930 w Warszawie) – polski pisarz nowelista, inżynier technolog budownictwa.

## Życiorys
W 1870 ukończył Petersburski Państwowy Instytut Technologiczny. Z wykształcenia był inżynierem budownictwa, specjalizował się w produkcji cementu. Należał do grupy założycieli Stowarzyszenia Techników Polskich (powstałego w 1874 jako Klub Techniczny). Pełnił funkcję prezesa Koła Żelbetników, które działało przy tym Stowarzyszeniu. 
Pisarstwo było jego zamiłowaniem, któremu oddawał się w wolnym czasie. Przyjął pseudonim Gamaston, który stworzył łącząc łacińskie i angielskie określenie słowa kamień. Był dramaturgiem, tworzył prozę. Jego twórczość w dwudziestoleciu była bardzo modna, wiele z jego utworów komediowych przeniesiono na deski teatralne. Ponieważ nowele nie ukazywały się w formie książkowej, a jedynie publikowano je w odcinkach w warszawskiej prasie, więc po 1945 szybko zostały szybko zapomniane. Przyczyniły się do tego również przemiany społeczne i realia życia zupełnie odmienne od tych, które opisywał Gamaston. 
Został pochowany na cmentarzu Powązkowskim w Warszawie (kwatera 39-6-14/15). Jego nagrobek-mauzoleum w formie egipskiej mastaby zaprojektował Bolesław Łęgiewicz.

## Twórczość
- Fata Morgana
- Fotografie bez retuszu
- Lamparcie życie
- Białe róże i inne nowele
- Ogon królewskiego konia
- Lazurowe zaślubiny
- Czarna zagadka
- Wiara... Nadzieja... Miłość...
- Pierścionek Maryli